# Shake It (песня Сакиса Руваса)
«Shake It» (с англ. — «Танцуй») ― песня греческого певца Сакиса Руваса. Она была исполнена им на конкурсе песни Евровидение-2004 в Стамбуле.

## Евровидение
Свое выступление Рувас начал с танца с двумя девушками в костюмах. Затем он вытащил красные шарфы из их брюк. Позже Сакис снял белые костюмы с танцовщиц, оставив их в золотых мини. Они проделали с ним то же самое, сорвав с него белый пиджак и оставив его в майке и джинсах. После выступления зал взорвался аплодисментами.

### Полуфинал
Поскольку Греция не попала в топ-10 на конкурсе Евровидение-2003, песня была впервые исполнена в полуфинале. На момент закрытия голосования она получила 238 баллов, заняв 3-е место и пройдя в финал.

### Финал
В финале Сакис выступил шестнадцатым по счету. На момент закрытия голосования он получил 252 балла, заняв 3-е место на конкурсе.

## После Евровидения
Два года спустя когда конкурс проводился в Греции, Сакиса попросили выступить на нем. Он упомянул о своем выступлении, когда соведущая Мария Менунос спросила его, как он себя чувствовал, ожидая результатов. Он сказал ей: 
Меня ужасно трясло...бррррр...с ног до головы.

## Трек-лист
1. «Shake It» (Eurovision Version)
2. «Shake It» (Club Remix by Nick Terzis)
3. «Shake It» (Soumka Mix)
4. «Shake It» (Marsheaux Radio Mix)
5. «Shake It» (Radio Version)

## Видеоклип
Музыкальное видео было снято известным греческим режиссером, Костасом Капетанидисом при содействии продюсерского лейбла Cream. Режиссер уже сотрудничал с Рувасом в 1995 году для клипа на песню «Ela Mou» и с тех пор снял для него много других популярных клипов. Само видео было снято на греческом острове Санторини. В нем Рувас с друзьями танцует и весело проводит время. Клип на песню «Shake It» был одним из самых популярных в 2004 году по версии MAD TV и остается одним из самых популярных у Руваса.

## Коммерческий успех
Песня была успешной как в Греции, так и на Кипре, достигнув вершины чартов обеих стран в течение нескольких недель, а также попав в чарты ряда соседних стран. Она заняла 1-е место в чарте Greek singles и в чартах airplay в течение года. Песня была сертифицирована 4× платиновой и считается одним из самых успешных CD-синглов в истории Греции. Ей также удалось добиться успеха в других регионах Европы, таких как Швеция, где она вошла в Топ-40 национального чарта синглов, заняв 32-е место.

### Чарты
| Чарт                  | Лейбл       | Высшая позиция | Сертификация  |
| --------------------- | ----------- | -------------- | ------------- |
| Greek Airplay Chart   | Nielson     | 1              | 2× Платиновый |
| Greek Singles Chart   | IFPI        | 1              | 2× Платиновый |
| Cypriot Airplay Chart | All Records | 1              | —             |
| Swedish Singles Chart | GLF         | 32             | —             |

## Награды

### Eurovision Song Contest
- 3rd Place (252 points)

### Arion Music Awards
- Best Pop Song (Nominated)
- Video of the Year (Nominated)
- Male Artist of the Year (Nominated)
- Best-Selling Greek Single of the Year (Won)

### MAD Video Music Awards 2004
- Sexiest Appearance in a Video (Nominated)

### Johnnie Walker’s Men of the Year Awards
- Singer of the Year (Won)

### World Music Awards 2005
- World’s Best-Selling Greek Artist (Won)